# 胡炳文 (元朝)
胡炳文（1250年—1333年），字仲虎，元朝徽州婺源（今江西省婺源县）人。
胡炳文幼年嗜学，笃志学习朱子之学。胡炳文被人推荐，署为信州道一书院山长，调为兰溪州学正，没有就任。以研究《易经》出名，著有《周易本义通释》。于朱熹所著《四书集注》，用力更深。余干人饒魯的学问，本出于朱熹，但他的学说，多与朱熹牴牾，胡炳文为正朱熹之说，作《四书通》，凡文辞相异而宗旨一致的地方，合而为一；文辞相同而宗旨相异的地方，他分析辨明，往往阐发朱熹未能说明之底蕴。东南学者，因其自号，称他为云峰先生。著作又有《云峰集》。